# گئورگ لوکاچ
گئورگ لوکاچ (به مجاری: Lukács György) (به آلمانی: Georg Lukács) (زادهٔ ۱۳ آوریل ۱۸۸۵ – درگذشتهٔ ۴ ژوئن ۱۹۷۱) فیلسوف، نویسنده، منتقد ادبی، نظریه‌پرداز، مبارز کمونیست مجار، کمیسر فرهنگ و آموزش در جمهوری شورایی مجارستان در ۱۹۱۹ و از رهبران انقلاب ۱۹۵۶ مجارستان بود.
از لوکاچ آثاری در زمینهٔ تئوری مارکسیستی و زیبایی‌شناسی که با کنترل سیاسی هنرمندان مخالف بود، دفاع از انسانیت و تشریح مفهوم ازخودبیگانگی برجای مانده است. او یکی از بنیانگذاران مارکسیسم غربی بود.

## زندگی
لوکاچ در ۱۳ آوریل ۱۸۸۵ در بوداپست در خانواده‌ای بانکدار و موفق متولد شد. والدین او یهودی آسیمیله بودند و پدرش نام خانوادگی را در ۱۸۹۰ از لووینگر به مجاریِ لوکاچ تغییر داد. پدر لوکاچ در ۱۸۹۰ لقب بارون دریافت کرد، که قابل ارث دادن به فرزندان بود و بدین ترتیب آن‌ها از طبقهٔ اعیان به‌شمار می‌رفتند. لوکاچ به مدرسه کلیسای لوتریان رفت و رسماً در سال ۱۹۰۷ به ایمان لوتری تغییر دین داد. او پی‌اچ‌دی خود را در ۱۹۰۶ در علوم سیاسی از دانشگاه کُلُژوار و پس از ارائه بخش‌هایی از نوشته‌هایش در «تاریخ مدرن درام» در ۱۹۰۹ از دانشگاه بوداپست نیز دکترا دریافت کرد. وی در محافل روشنفکری بوداپست، برلین، فلورانس و هایدلبرگ کار و مشارکت داشت.

## تأثیر و دیدگاه
اصلی‌ترین تأثیر فلسفی لوکاچ مربوط به حوزه آلمان است. او در حلقه فکری هایدلبرگ که ماکس وبر در طول سالیان ۱۹۰۶ تا ۱۹۲۸ به دور خود گرد آورده بود شرکت داشت. برجسته‌ترین اثر لوکاچ پیش از پیوستن او به مارکسیسم، «نظریه رمان» (۱۹۱۶) است که تحت تأثیر نظریات اعضای آن حلقه نظیر جورج زیمل صورت گرفته است. آن‌ها نگرش انتقادی سنگینی نسبت به مدرنیته‌ای که عقلانی و بی‌روح دیده می‌شد شکل داده بودند، به همراه تأکیدی نوکانتی بر تمایز شدید بین واقعیات و ارزش‌ها، به‌طوری‌که ارزش‌های صحیح از دستیابی به تحقق عملی ناتوان انگاشته می‌شدند.

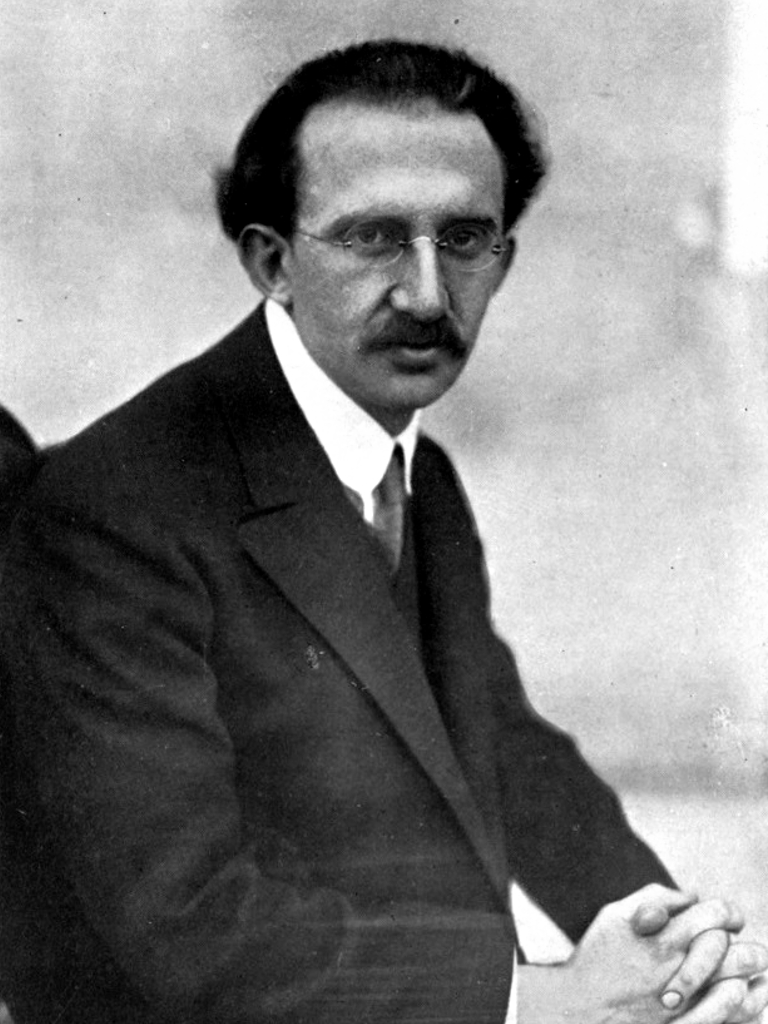
لوکاچ در ۱۹۱۹

تصمیم لوکاچ برای پیوستن به حزب کمونیست جدید در دسامبر ۱۹۱۸ و مشارکت او در تلاش بی‌ثمر برای به‌دست‌گیری قدرت در اوایل سال ۱۹۱۹ منجر به بروز این ایده در او شد که بالاخره این تناقض «تراژیک» حل خواهد شد، یعنی انقلاب سوسیالیستی می‌تواند منجر به تشکیل جامعه‌ای شود که از ویژگی‌های ناسازگار سرمایه‌داری مدرن رنج نخواهد بود.
وی پس از شکست ۱۹۱۹ تبعید شد و در بقیه زندگی‌اش چهره‌ای اصلی در جنبش کمونیستی جهان بود. در واقع او تا زمان کسب شغل دانشگاهی پس از بازگشتش به مجارستان در ۱۹۴۵، مأمور حزبی بود.
بحث و جدل در زندگی از او کمونیستی سرسخت ساخته بود. در ابتدا او به عنوان یک «کمونیست چپ» در جناح انترناسیونال کمونیست خواهان حمله بی‌امان انقلابی علیه سرمایه‌داری بود. «تاریخ و آگاهی طبقاتی» -کار برجسته لوکاچ در این مورد- که حاوی امیدهایی مسیحایی و ملهم از پایبندی شدید او به کمونیسم است، کتابی است که به‌طور جدلی ساخته و پرداخته شد. اگرچه «تاریخ و آگاهی طبقاتی» اثر عظیمی بر حیات فکری آلمان در دوره جمهوری وایمار داشت (تا حدی که ستایشگر لوکاچ، لوسین گلدمن مدعی شد بخشی از «وجود و زمان» (۱۹۲۷) هایدگر پاسخی بدان کتاب بوده است)، لوکاچ سریعاً شروع به فاصله گرفتن از کتابش نمود، در حالی‌که مصر بود دلایل او برای چنین کاری صرفاً فلسفی بوده‌اند. البته او به دیدگاه‌هایی که برای اولین بار در اواسط دهه ۱۹۲۰ تنظیم نموده بود وفادار ماند. ایده‌هایی که در تقابلی سخت با نوشته‌های جوانی‌اش بودند و شامل تأکیدی بر ویژگی‌های مثبت تمدن بورژوازی و نیز پیوستگی میان آن‌ها و خصوصیات جامعه سوسیالیستی بود، هرچند چنین کاری در آن زمان از نظر سیاسی عملی خطرناک بود.
در ۱۹۵۶، او به انقلاب مجارستان علیه حکومت استالینیستی پیوست و پس از شکست این شورش، گرچه او دیگر جایی در حزب کمونیست نداشت، اما مجاز به ادامهٔ زندگی در بازنشستگی و ادامهٔ کارهای ادبی و تئوریک سیاسی خود شد. برخی از مفسران معتقدند که در آخرین سال‌های پیش از مرگش در ۴ ژوئن ۱۹۷۱، لوکاچ تحت تأثیر شورش‌های دانشجویی در غرب و در واکنش به هجوم ۱۹۶۸ به چکسلواکی، در حال رجوع به مارکسیم انقلابی‌تر جوانی‌اش بود.

## آثار
- جان و صورت (۱۹۱۱)
- نظریه رمان (۱۹۱۶)
- تاریخ و آگاهی طبقاتی (۱۹۲۳)(در سال ۱۹۷۱ به انگلیسی برگردانده شد)
- تاملی در وحدت اندیشهٔ لنین (۱۹۲۴)
- در دفاع از «تاریخ و آگاهی طبقاتی»، دنباله‌روی دیالکتیک (۱۹۲۵ یا ۱۹۲۶)
- مطالعاتی در رئالیسم اروپایی (۱۹۴۸)(در ۱۹۵۰ به انگلیسی برگردانده شد)
- زوال خرد (۱۹۵۵)
- رمان تاریخی

## لیست آثار منتشر شده به فارسی
- معنای رئالیسم معاصر، ترجمهٔ فریبرز سعادت، انتشارات نیل، چاپ نخست: ۱۳۴۹
- هگل جوان: پژوهشی در رابطهٔ دیالکتیک و اقتصاد، ترجمهٔ: محسن حکیمی، نشر مرکز، چاپ نخست: ۱۳۷۴، چاپ سوم: ۱۳۸۶
- تاریخ و آگاهی طبقاتی، ترجمهٔ: محمدجعفر پوینده، نشر تجربه، چاپ نخست: ۱۳۷۷
- تأملی در وحدت اندیشهٔ لنین، ترجمهٔ: حسن شمس‌آوری، علی‌رضا امیرقاسمی، نشر و پژوهش دادار، چاپ نخست: ۱۳۸۱
- نظریهٔ رمان، ترجمهٔ: حسن مرتضوی، نشر آشیان، چاپ نخست: ۱۴۰۰
- پژوهشی در رئالیسم اروپایی، ترجمهٔ: اکبر افسری، انتشارات علمی و فرهنگی، چاپ نخست: ۱۳۷۳
- رمان تاریخی، ترجمهٔ: امید مهرگان، نشر ثالث، چاپ نخست: ۱۳۸۸
- رمان تاریخی، ترجمهٔ: شاپور بهیان، انتشارات اختران، تهران، ۱۳۸۸
- تزهای بلوم (گزیده مقالات سیاسی ۱۹۱۹–۱۹۲۹)، مترجم: امید مهرگان، نشر ثالث، ۱۳۹۳
- مطالعاتی دربارهٔ فاوست، ترجمهٔ: امید مهرگان، نشر ثالث، چاپ نخست: ۱۳۸۸
- نویسنده، نقد و فرهنگ، ترجمهٔ: علی‌اکبر معصوم‌بیگی، انتشارات نگاه، ۱۳۹۵
- جستارهایی دربارهٔ توماس مان، ترجمهٔ: علی‌اکبر معصوم‌بیگی، انتشارات نگاه، ۱۳۹۷
- جامعه‌شناسی رمان، ترجمهٔ: محمد جعفر پوینده و رضا خاکیانی، نشر ماهی، ۱۳۹۲
- جان و صورت، ترجمهٔ: رضا رضایی، نشر ماهی، ۱۳۹۷
- دربارهٔ هستی‌شناسی وجود اجتماعی، ترجمهٔ: زیبا جبلی، نشر شفیعی، ۱۳۹۷
- ویرانی عقل، ترجمهٔ: زیبا جبلی، نشر شفیعی، ۱۳۹۶

## یادداشت
1. ↑  (به آلمانی: transzendentale Heimatlosigkeit)
2. ↑  Löwinger